# Radio na fali
Radio na fali – film komediowy z 2009 roku, napisany i wyreżyserowany przez Richarda Curtisa.
W Polsce film miał swoją premierę prosto na DVD.

## Fabuła
Film opowiada o pirackiej rozgłośni radiowej, która w latach 60. nadawała swoje audycje dla Wielkiej Brytanii z pokładu łodzi zakotwiczonej na Morzu Północnym.